# Cerastium subspicatum
Cerastium subspicatum är en nejlikväxtart som beskrevs av Hugh Algernon Weddell. Cerastium subspicatum ingår i släktet arvar, och familjen nejlikväxter. Inga underarter finns listade i Catalogue of Life.